# 엑터

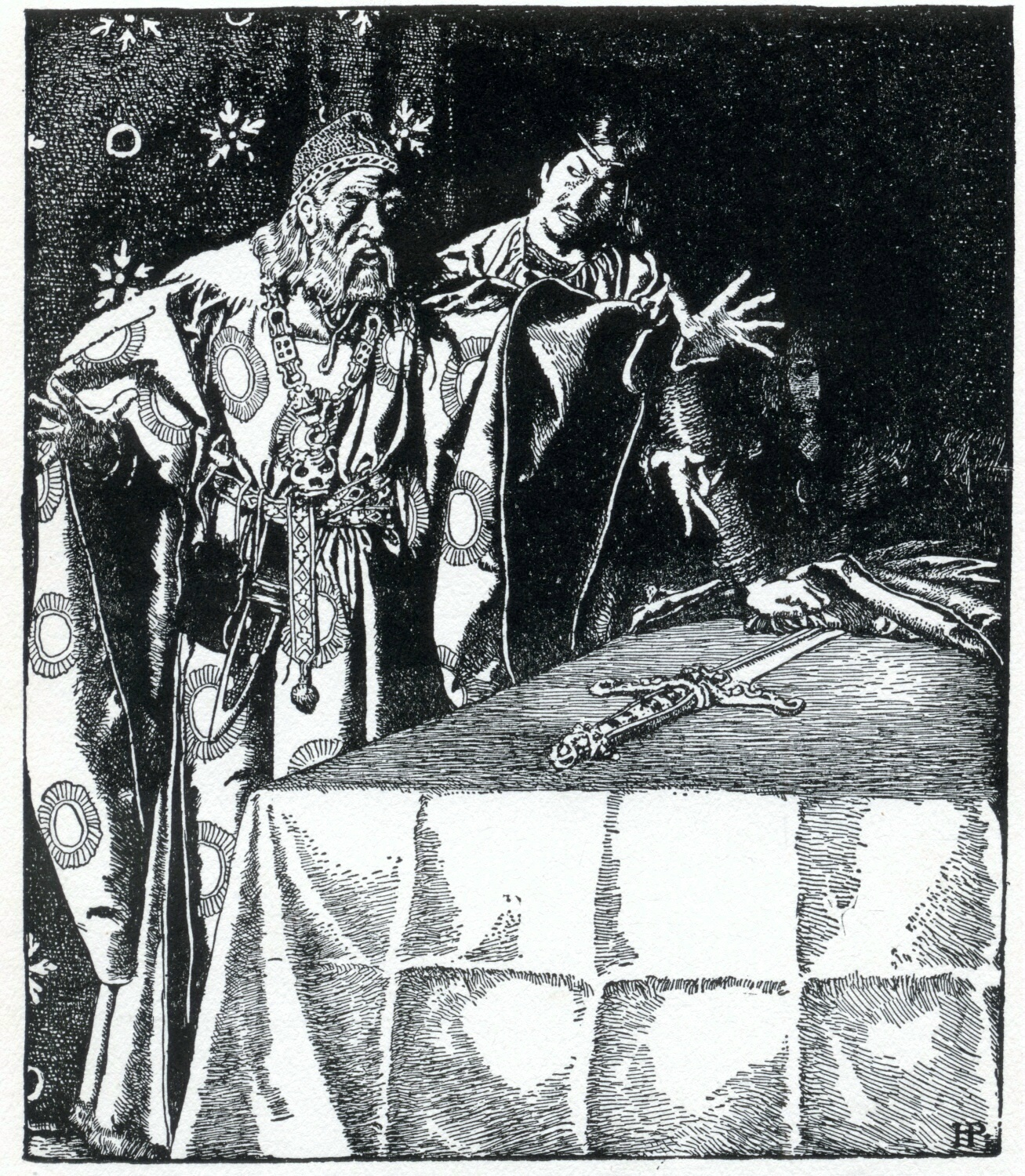
케이 경은 칼리번을 엑터 경에게 보여주었다. (1903)

엑터(Sir Ector)/ˈɛktɔːr, -ər/는 때때로 헥터, 앤터 또는 엑토리어스라고 표현한다. 케이 경의 아버지이자 아서 왕 전설에서 아서 왕의 양아버지로 등장했다. 영주가 아니라 나라 전체에 소유지를 가지고 있는 부유한 왕으로 나타나기도 했다.
엑터 경은 로버트 드 보롱의 작품이나, 후기 <불가타 연작>, 혹은 토마스 말로리의 <아서 왕의 죽음>과 같은 책에서도 등장한다. 이 작품에서는 멀린이 아서의 친부모인 우서 펜드래건과 이그레인에게서 데려와 엑터 경의 영지로 데려다준다. 멀린은 아서의 정체를 밝히지 않았고, 엑터 경은 아서를 친아들인 케이와 함께 키운다. 케이가 기사가 될 정도로 자랐을 때는 그가 대지주 역할을 도맡게 된다.
T. H 화이트 가 집필한<과거와 미래의 왕> 에서는 엑터 경의 영지가 "야생의 숲"에 있다고 나온다. 그 후 몇몇 작가들이 이러한 설정을 사용했다.
초기 웨일스의 전설에서는 케이의 아버지가 엑터 경이 아니라 키니르 (Cynyr 또는 Kyner)라고도 한다.

## 다른 매체에서
- 1963년, 월트 디즈니 픽처스에서 뮤지컬 판타지 코메디 애니메이션인 <아더왕의 검>을 제작했는데, 해당 애니메이션에서는 세바스찬 캐봇이 캐릭터 엑터 경의 성우가 되었다. 헥터 경은 멀린이 눈 앞에서 눈보라를 불러오기 전까지는 마술을 믿지 않다가 멀린이 성 안에서 아서를 교육할 수 있도록 조치했다. 헥터 경은 마술과 멀린을 믿지 않으며, 심지어 멀린을 실수로 마빈이라고 부른다. 헥터 경은 멀린에게 아서를 가르치는 걸 허락하면서도 멀린을 쫓아낼 작정으로 성 근처의 낡은 탑에서 살게 했다. 엑터 경은 아서에게 가혹하게 굴었고, 아들인 케이를 극진히 사랑하면서도 아서를 하인 취급했다. 하지만 가장 첫 번째 장면에서는 아서가 숲으로 들어가 죽을지도 모른다는 사실에 걱정하면서 케이를 혼내는 것을 볼 수 있는데, 그가 아서를 돌보고 있다는 것을 보여준다. 엑터 경이 아서를 케이의 간병인으로 임명한 것에서 그의 아서에 대한 애정이 드러나며, 표현이 서투르지만 아서의 생활에 대해 신경을 쓰고 있다는 사실을 알 수 있다. 아서가 영국의 왕으로 밝혀진 후에 엑터 경은 아서를 나쁘게 대우한 것에 대해 용서를 구하고 케이 역시 아서에게 복종하도록 명령한다.
- 1975년, 몬티 파이선 영화사에서는 <몬티 파이튼과 성배>에서 기사 엑터를 살인 토끼에게 살해당한 기사 중 한 명으로 설정했다.
- 1981년, <엑스칼리버> 판타지 서사 영화에서는 배우인 클리브 스위프트가 엑터 역을 맡았다.
- 2011년, 역시 판타지 드라마 시리즈 <카멜롯>에서는 숀 퍼트위가 엑터의 역할을 맡았다.

1. ↑  Celtic Kingdoms of the British Isles.